# Ruta 714 (Costa Rica)
La Ruta 714, oficialmente Ruta Nacional Terciaria 714, es una ruta nacional de Costa Rica ubicada en la provincia de Alajuela.

## Descripción
En la provincia de Alajuela, la ruta atraviesa el cantón de San Ramón (el distrito de San Rafael), el cantón de Palmares (los distritos de Zaragoza, Santiago).